# The Radicals
Pour plus de détails, voir Fiche technique et Distribution.
The Radicals est un film biographique américain réalisé par Raul V. Carrera, sorti en 1990. Il s’agit de l’adaptation de la vie du leader anabaptiste Michael Sattler et de sa femme Margaretha.

## Synopsis
Michael Sattler et sa femme Margaretha participent à la Réforme radicale et au
mouvement anabaptiste militant pour une Église professante, reposant sur l'adhésion personnelle à la foi, sans contrainte de l'État.

## Fiche technique
- Réalisation : Raul V. Carrera
- Date de sortie : 1990

## Distribution
- Norbert Weisser : Michael Sattler
- Mark Lenard : Eberhard Hoffman
- Leigh Lombardi : Margaretha Sattler
- Christopher Neame : Ulrich Zwingli
- Daniel Perrett : Wilhelm Reublin
- Jerry Nelson : George Blaurock
- Liza Vann : Comtesse Von Zollern
- Aaron Chadwick : Felix Manz